# Chaupal
Chaupal là một thị xã và là một nagar panchayat của quận Shimla thuộc bang Himachal Pradesh, Ấn Độ.

## Địa lý
Chaupal có vị trí 30°57′B 77°35′Đ / 30,95°B 77,58°Đ Nó có độ cao trung bình là 2186 mét (7171 foot).

## Nhân khẩu
Theo điều tra dân số năm 2001 của Ấn Độ, Chaupal có dân số 1507 người. Phái nam chiếm 58% tổng số dân và phái nữ chiếm 42%. Chaupal có tỷ lệ 77% biết đọc biết viết, cao hơn tỷ lệ trung bình toàn quốc là 59,5%: tỷ lệ cho phái nam là 80%, và tỷ lệ cho phái nữ là 73%. Tại Chaupal, 13% dân số nhỏ hơn 6 tuổi.